# Eduardo Gerolami
Eduardo Omar Gerolami Vives (nacido el 10 de marzo de 1952 en Salto, Uruguay) es un ex-futbolista uruguayo. Jugaba de defensor y su primer club fue el Nacional.

## Carrera
Comenzó su carrera en 1970 jugando para el Nacional. Jugó para el club hasta 1973. En ese año se fue al Montevideo Wanderers. Jugó para ese equipo hasta 1974. En 1975 se fue a España para formar parte de las filas del Recreativo de Huelva, en donde estuvo jugando hasta 1978. En ese año se fue al Sevilla FC, jugando en ese equipo hasta 1980. En ese año se fue a México para transformarse en el nuevo refuerzo del Querétaro FC, en donde se quedó hasta 1982. En ese año regresó a Uruguay para volver nuevamente al Montevideo Wanderers, en donde finalmente se retiró.

## Clubes
| Club                 | País    | Año       |
| -------------------- | ------- | --------- |
| Nacional             | Uruguay | 1970-1973 |
| Montevideo Wanderers | Uruguay | 1973-1974 |
| Recreativo de Huelva | España  | 1975-1978 |
| Sevilla FC           | España  | 1978-1980 |
| Querétaro FC         | México  | 1980-1982 |
| Montevideo Wanderers | Uruguay | 1982      |